# Weenzen
Weenzen là một thị xã ở huyện Hildesheim trong bang Niedersachsen, Đức. Đô thị Weenzen có diện tích 4,16 km², dân số thời điểm ngày 31 tháng 12 năm 2006 là 445 người.